# Leclercqia scolopendra

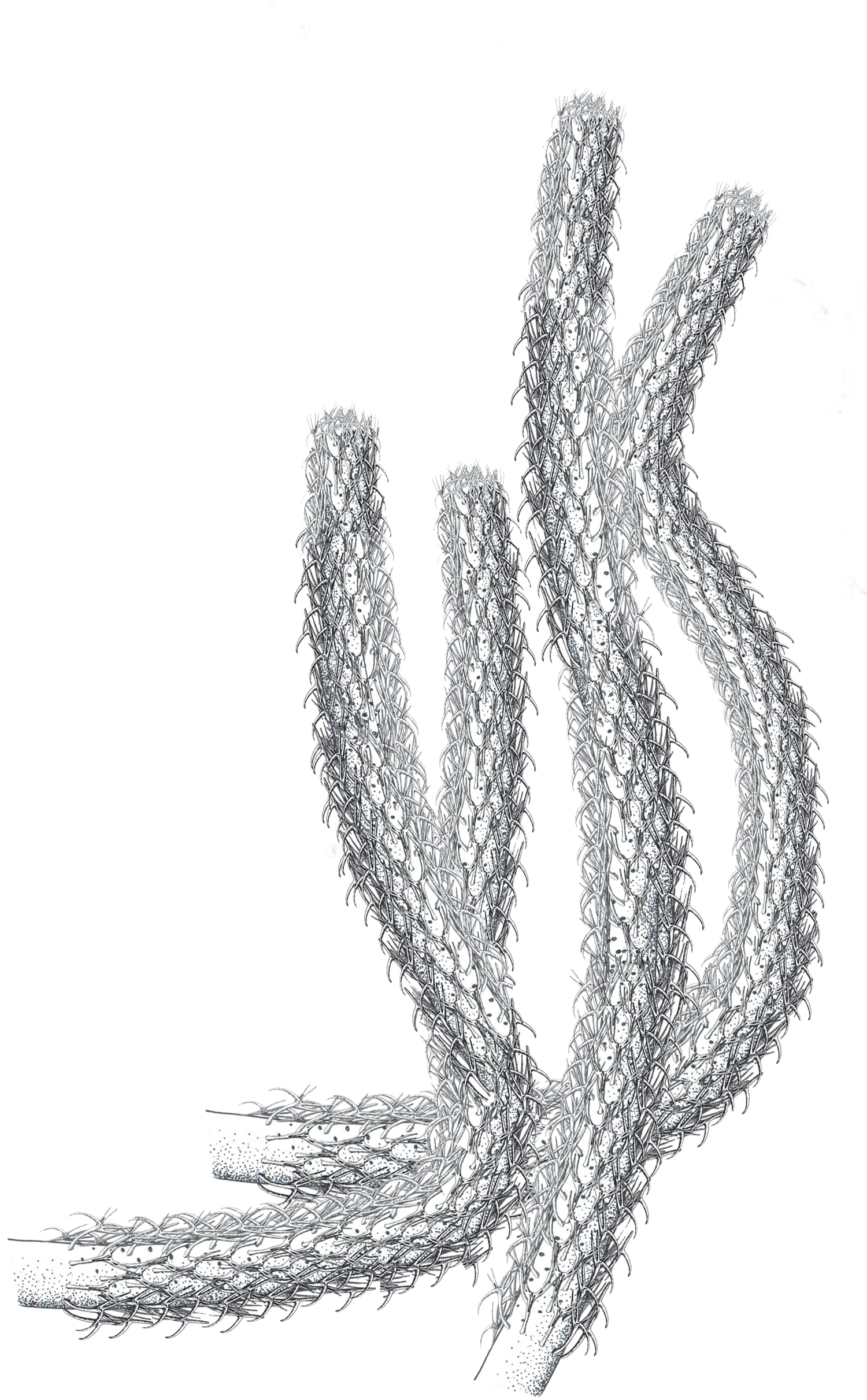
Porte general de la especie.

Leclercqia scolopendra Benca et Strömberg 2013 es una especie extinta de licofitas descrita a partir de sus restos fósiles aparecidos en sedimentos del Devónico Medio (Givetiense) en el Estado de Washington, EE. UU.. Toma su nombre genérico de la paleobotánica belga Suzanne Leclercq y su epíteto específico, scolopendra, por el parecido de sus restos al centípedo de mismo nombre. Este vegetal tenía porte herbáceo y era similar morfológicamente a una licófita actual con un talo formado por un delgado eje con micrófilos insertados helicoidalmente. La presencia de esporangios asociados a los micrófilos permite establecer una relación entre esta especie y el resto de las de su género con Lepidodendron. Aunque sus micrófilos se asemejan a la especie tipo Leclercqia complexa estudios morfométricos han permitido determinar su condición de especie.

## Morfología
Al igual que ocurre con el resto de las especies de su género la morfología de sus micrófilos y la presencia de esporangios son las principales características de la especie. Leclercqia scolopendra era un vegetal de porte herbáceo con tallos cilíndricos y estrechos de un grosor variable entre los 1, 1 y 3,9 mm divididos isodicótomamente o anisodicótomamente aunque se ignora si poseía radículas u otra estructura de unión al sustrato.
Alrededor de su tallo se insertaban los micrófilos helicoidalmente en un número de entre 8 y 10 por vuelta. Los micrófilos de L. scolopendra compartían características del resto de especies de Leclercquia, con varios segmentos curvados abaxialmente, excepto con L. andrewsii. En esta especie el microfilo se curvaba levemente hacia el plano abaxial antes de su punto medio (entre los 0,12 y 1,3 mm) donde se dividía en cinco segmentos que alcanzaban una longitud variable entre los 0.6 y 3.6 mm. El segmento central, acuminado, era más largo que el resto y se encontraba fuertemente curvado abaxialmente mientras que los cuatro segmentos laterales se curvaban adaxialmente.
Aunque no se han observado en esta especie la epidermis de los micrófilos de otros Leclercqia presentan estomas muy dispersos y hundidos.
Como en los licopodios actuales asociados a la cara adaxial de los micrófilos se encuentran los esporangios formando zonas discretas del tallo, más densas que en el resto de especies conocidas, y alternadas por secciones de micrófilos estériles. Los esporangios son característicamente globosos con longitudes de entre con anchura variable entre 0,45 y 1,21 mm y una longitud de entre 0,80 y 1,78 mm. Se unían al microfilo mediante un segmento de tejido corto de entre 0,89 y 2, 32 mm próximo a la unión del microfilo al tallo. La dehiscencia se producía por el borde paralelo al eje del microfilo de forma que se abrirían en dos valvas. No se ha observado la presencia de megasporangios en esta especie ni en ninguna de sus afines por lo que se considera que era homospórea. Sus esporas han sido identificadas como pertenecientes a la palinoestecie Acinosporitis, muy usual en registros del Devónico. Estas esporas eran triletas subtriangulares y ornamentadas con entre 40 y 50 μm de diámetro. La principal característica de las esporas es la presencia en su zona ecuatorial de estructuras espinosas de 3 a 4 μm.
Debido a que los restos fósiles disponibles de L. scolopendra no permiten la observación de la estructura interna de los tallos ésta solo puede deducirse en relación con la de Leclercqia complexa. Considerando esto los micrófilos debían poseer un cilindro vascular del tipo actinostela exarca que ocupaba únicamente el segmento central, quedando los segmentos laterales sin irrigación. El xilema de los micrófilos y del tallo debía estar formado por un número de entre 14 y 18 haces de protoxilema con traqueidas anulares y helicoidales y un metaxilema con traqueidas escaleriformes con punteaduras uni a multiseriadas de morfología elongada.

## Distribución y ecología
Los restos fósiles que permitieron la descripción de la especie proceden del yacimiento denominado Northwest Lime Quarry perteneciente al Grupo Chilliwack en el condado de Skagit, estado de Washington, EE. UU. datado en el periodo Givetiense del Devónico Medio. Asociados a sus restos son habituales los de la especie tipo del género, Leclercqia complexa y se supone que ocupaban el mismo ecosistema. Las areniscas del Grupo Chilliwack se depositaron en un ambiente costero formado con un archipiélago que formaba un amplio arco en la zona occidental del cratón de Norteamérica. El depósito de los restos en un ambiente marino se supone alóctono ya que por lo que ha podido saberse a partir de los restos mejor conservados de L. complexa esta planta vivía asociada a superficies de agua dulce, bien sean arroyos, pequeñas lagunas o deltas fluviales como todas las especies vegetales terrestres conocidas del Devónico. Atendiendo a esto se considera que las especies de Leclercqia podrían mantener su posición erecta gracias a la estructura de su tallo y que gracias a ello mantendrían su independencia del agua al no necesitar de la presión de turgor como otras especies contemporáneas.